# Quartinia mochii
Quartinia mochii är en stekelart som beskrevs av Giordani Soika 1939. Quartinia mochii ingår i släktet Quartinia och familjen Masaridae. Inga underarter finns listade i Catalogue of Life.